# Clóvis Monteiro Travassos
Clóvis Monteiro Travassos (Porto Alegre, 4 de junho de 1907 — Rio de Janeiro, 4 de novembro de 1976) foi um militar brasileiro que exerceu o cargo de ministro da Aeronáutica no governo João Goulart, de 8 de setembro de 1961 a 18 de setembro de 1962 e chefiou a pasta durante o período do gabinete Tancredo Neves.

## Biografia
Clóvis Monteiro Travassos nasceu em Porto Alegre no dia 4 de junho de 1907. Em abril de 1926 matriculou-se na Escola Militar do Realengo, no Rio de Janeiro, então Distrito Federal, sendo declarado aspirante-a-oficial da arma de aviação em janeiro de 1929. Em julho de 1929 foi promovido a segundo-tenente.
Participou da Revolução de 1930 juntamente com o Tenente Agliberto Vieira de Azevedo, com quem partiu de avião em direção a Belo Horizonte para juntarem-se aos revoltosos. Foi membro do Clube 3 de Outubro uma organização criada em maio de 1931, congregando as correntes tenentistas partidárias da manutenção e do aprofundamento das reformas instituídas pela Revolução de 1930. No ano de 1933 fez o curso do Randolph Field no Air Camps Training Center nos Estados Unidos. De volta ao Brasil, foi promovido a capitão em junho desse mesmo ano.
Em janeiro de 1934 foi designado primeiro comandante do Núcleo do 3º Regimento de Aviação em Santa Maria. De volta ao Rio de Janeiro fez parte do 1  Grupo de Aviação como comandante da esquadrilha dos aviões corsários da Aviação Militar no ano de 1935 . Em abril de 1936, quando o Destacamento de Aviação de Belo Horizonte foi transformado em Núcleo do 4º Regimento de Aviação, Travassos passou a ser o primeiro comandante desse núcleo. Em setembro de 1938 foi promovido a major.
Em 1941, com a fundação do Ministério da Aeronáutica passou a integrar a Força Aérea Brasileira. Nessa ocasião fez os cursos de estado-maior e comando da Aeronáutica. Em fevereiro de 1942 foi promovido a Tenente-Coronel-Aviador. Durante a Segunda Guerra Mundial foi chefe do estado-maior da II Zona Aérea, sediada em Recife e, entre 1944 e 1946, foi adido aeronáutico junto à embaixada do Brasil em Washington. Em novembro deste último ano foi promovido a coronel-aviador, exercendo em 1949 o cargo de comandante da base aérea do Galeão, no Rio de Janeiro.
Exerceu a presidência do Clube da Aeronáutica em como cargo interino, entre agosto de 1951 e março de 1952, no lugar do presidente Marechal-do-Ar Henrique Dyott Fontenelle. Travassos era o primeiro-vice-presidente do clube. Em 1954 foi subchefe do Gabinete Militar do então presidente Café Filho e sendo promovido a Brigadeiro-do-Ar em fevereiro de 1955  e ainda nesse mesmo governo foi chefe do gabinete do ministro da Aeronáutica, Eduardo Gomes. Em maio de 1960 foi promovido a Major-Brigadeiro.
No governo de João Goulart iniciado em setembro de 1961 com a formação do primeiro gabinete parlamentarista, Travassos exerceu o cargo de ministro da Aeronáutica, em substituição ao brigadeiro Gabriel Grün Moss. Manteve-se no cargo até janeiro de 1963, sendo substituído pelo major-brigadeiro Reinaldo de Carvalho Filho. Posteriormente, no governo de Humberto Castelo Branco, assumiu interinamente o ministério. Ainda durante o Governo Castelo Branco Travassos foi chefe do Estado-Maior da Aeronáutica (Emaer) entre janeiro de 1965 e março de 1967. Ao deixar a chefia foi substituído pelo Tenente-Brigadeiro Carlos Alberto Huet de Oliveira Sampaio. Em março de 1967 passou para a reserva.

## Promoções
Tornou-se praça em 1 de abril de 1926; aspirante-a-oficial em 19 de janeiro de 1929; segundo-tenente em 25 de julho de 1929; primeiro-tenente em 19 de fevereiro de 1931; capitão em 16 de junho de 1933; major em 7 de setembro de 1938; tenente-coronel em 24 de fevereiro de 1942; coronel em 1 de novembro de 1946; brigadeiro em 3 de fevereiro de 1955; major-brigadeiro em 7 de maio de 1960.
Em 11 de agosto de 1950, foi condecorado com o hábito da Ordem do Mérito Aeronáutico

## Vida Pessoal
Era casado com Cely Azeredo Travassos com quem teve quatro filhos.

## Morte
Travassos faleceu na cidade do Rio de Janeiro no dia 4 de novembro de 1976.
1. ↑  A Manhã, Rio de Janeiro, 11/8/1950, p. 9